# Deutsche Skimeisterschaften 1903
Die Deutschen Skimeisterschaften für 1903 wurden vom 31. Januar bis 2. Februar im Rahmen der Schneeschuhwettläufe des Ski Clubs Schwarzwald auf dem Feldberg im Großherzogtum Baden ausgetragen.
Der Meistertitel im Dauerlauf über 25 Kilometer fiel ebenso wie jener im Sprungrennen dem Norweger Thorvald Heyerdahl zu.

## Kurze Geschichte
Die Meisterschaftsläufe für Deutschland im Dauerlauf über 25 Kilometer und im Sprungrennen wurden wie bereits seit 1900 vom Skiclub Schwarzwald ausgeschrieben und kamen am 31. Januar bzw. am 2. Februar im Rahmen der auf drei Tage anberaumten Schneeschuhwettläufe am Feldberg zur Austragung. Die Meisterschaften wurden international ausgeschrieben, das bedeutete, dass sich auch ausländische Sportler daran beteiligen und den Titel eines Deutschen Meisters erringen konnten. Der Sieger erhielt als Preis den Goldenen Ski des Skiclubs Schwarzwald, die Zweit- und Drittplatzierten Ehrenpreise und Diplome. Auch in diesem Jahr beteiligten sich wieder drei Skisportler aus Norwegen an den Wettkämpfen. Der Titelverteidiger in beiden Meisterschaftswettbewerben aus dem Vorjahr, Leutnant Thorleif Bache war nicht angereist.
Neben den Meisterschaftsläufen kamen am ersten und am dritten Tag noch weitere Rennen zur Durchführung, darunter Militär-, Volks-, Jugend- und Damenskiläufe. Im Dauerlauf um die Meisterschaft im Ski Club Schwarzwald gab es einen geteilten Sieg durch Henry Hoek und Rudolf Biehler, woraufhin beide den ersten Preis zugesprochen bekamen, der Meisterschaftstitel aber nicht vergeben wurde. Traditionsgemäß beteiligten sich an den Wettbewerben auch wieder die im Elsass stationierten Jägerbataillone.
Von den damals bzw. später bekannten Skisportlern gewann Bruno Biehler den Schülerdauerlauf, Rudolf Biehler gewann das Juniorenspringen, in dem Oscar Mayer, der Sohn des Feldbergerhofwirtes den dritten Platz belegte und im Jägerwettlauf kam als erster Oberjäger Balke vom 8. Jägerbataillon aus Schlettstadt ins Ziel, der im Jahr darauf die deutsche Meisterschaft im Skilanglauf für sich entscheiden sollte.
Im Gegensatz zum letzten Jahr fanden die Skiwettläufe bei günstigem Wetter statt. Bloß am zweiten Veranstaltungstag gab es zwischendurch heftigeren Schneefall und mindere Schneestürme.

## Skilanglauf
| Platz | Sportler           | (Land), Verein, Ort      | Zeit        |
| ----- | ------------------ | ------------------------ | ----------- |
| 1     | Thorvald Heyerdahl | Norwegen                 | 2:30:00,0 h |
| 2     | Rudolf Biehler     | SC Schwarzwald, Freiburg | 2:46:00,0 h |
| 3     | Alfred Stingelin   | Schweiz, Basel           | 2:58:00,0 h |

Datum: 31. Januar 1903
Streckenverlauf: Belchen – Feldberg – Feldberger Hof.
Der Wettbewerb führte beginnend mit einer Abfahrt vom Gipfel des Belchen (1.414 m) über eine Länge von 25 Kilometer über den Gipfel des Feldbergs (1.493 m) bis zum Ziel beim Feldberger Hof (1.300 m). Hierbei hatten die Skiläufer insgesamt Abfahrten von 800 Meter und Steigungen von 700 Meter zu bewältigen. Die Wetterbedingungen wurden als sehr günstig beschrieben.
Nachdem der Titelverteidiger Thorleif Bache nicht angereist war und die anderen Norweger nur für den Sprunglauf gemeldet hatten, galt der junge Freiburger Rudolf Biehler, der in den Jahren zuvor immer mehr zu einem Spitzenläufer heranwuchs, als Favorit auf seinen ersten Meistertitel. Im letzten Moment nannte Thorvald Heyerdahl noch für den Skilanglaufwettbewerb nach und gewann in neuer Rekordzeit von 2 Stunden 30 Minuten die deutsche Meisterschaft. Biehler belegte mit einer sehr guten Leistung den zweiten Platz. Als drittplatzierter kam der Schweizer Kaufmann Alfred Stingelin aus Basel ins Ziel, der schon im Vorjahr den zweiten Rang im Bismarckrennen belegt hatte.

## Skispringen
| Platz | Sportler           | (Land), Verein, Ort      | Weite  | Punkte |
| ----- | ------------------ | ------------------------ | ------ | ------ |
| 1     | Thorvald Heyerdahl | Norwegen                 | 19,5 m | 294,0  |
| 2     | Oscar Mayer        | SC Schwarzwald, Feldberg | 16,5 m | 279,0  |
| 3     | Rudolf Biehler     | SC Schwarzwald, Freiburg | 15,5 m | 275,0  |

Datum: 2. Februar 1903
Skisprungschanze: Sprungwall bei der Jägermatte
Die Athleten hatten jeweils insgesamt drei Sprünge zu absolvieren, von denen der weiteste gestandene Sprung in die Wertung kam.
Thorleif Bache, der Sieger des letzten Jahres war diesmal nicht erschienen. Angemeldet hatten sich von den Norwegern wiederum Thorvald Heyerdahl und Anders Holte die eine Woche zuvor beim Skispringen in Glarus in der Schweiz mit 22 und 20 Metern erste Preise erkämpften sowie ein weiterer junger Springer namens Anke. Zur Enttäuschung der Zuschauer verzichtete Holte auf ein Antreten und bot auch sein Landsmann Anke nichts außergewöhnliches. Einzig der in Darmstadt studierende Thorvald Heyerdahl zeigte wie erhofft mit einem Sprung über 19 Meter eine sehr gute Leistung und krönte sich damit auch zum Deutschen Sprunglaufmeister für 1903. Die Plätze hinter ihm belegten Oscar Mayer von der Sektion Todtnau des Skiclubs Schwarzwald und Rudolf Biehler aus der Sektion Freiburg.
Mit Heyerdahl gewann somit zum dritten Mal in Folge ein Norweger die deutsche Sprunglaufmeisterschaft.